# Occhiobello
Occhiobello és un municipi de la província de Rovigo, dins la regió italiana del Vèneto.
Amb les dues principals frazioni Santa Maria Maddalena i Gurzone, és el primer lloc del Vèneto que es troba seguint el riu Po venint de Ferrara, de la qual dista menys de 10 km. És un comune actiu, tant en l'aspecte productiu-industrial com en l'aspecte comercial : desenvolupament econòmic i social que ha unit després d'haver enfrontat, en el curs dels segles, vicissituds de tota mena. Les seves frazioni són Borgo Chiavica, Casazza, Gurzone, Malcantone, Pastureria, Santa Maria Maddalena, Vallice. Les comuni limítrofes són Canaro, Ferrara (FE), Fiesso Umbertiano, Stienta. Els seus habitants s'anomenen occhiobellesi. El seu patró és Sant Valentí de Roma, festiu el 14 de febrer.

## Història
La història del territori d'Occhiobello es remunta a molts segles. Restes arqueològiques testimonien, en efecte, que ja en la prehistòria eren presents en el territori les primeres formes de vida, localitzades al nord de l'actual emplaçament de la vila, a prop de la localitat de Piacentina. Durant mil·lennis el territori experimenta considerables transformacions, bé d'origen natural, o bé d'origen històric-polític en resposta a les invasions contínues de diferents civilitzacions, entre les quals els Celtes, els Etruscos, el Gals, etc. Seguint les dominacions fins i tot l'estructura política i econòmica experimentava canvis; només cal pensar que durant la República Romana, al voltant del segle ii aC, el territori d'Occhiobello era considerat una important zona rural de trànsit (una xarxa viària passava a prop de l'actual Gurzone).
Un període, en canvi, fosc, caracteritzat per destruccions de béns materials i dels sacrificis de vides humanes i que va abastar tot el Polesine, va començar amb el regne romà-bàrbar de Odoacre. Per a una recuperació econòmica i civil, cal esperar l'any 754 quan el territori d'Occhiobello esdevé Patrimoni de Sant Pere, o sigui feu eclesiàstic vinculat al poder temporal de l'Església.
Així, el destí històric i cultural va estar vinculat al govern de Ferrara que, al voltant de l'any 1000, va confiar als marquesos de Contraris, una noble família de Ferrara, el marquesat dels Polesine ferraresos (les actuals circoscrizione municipals d'Occhiobello). El marquesat estava format per tres localitats: Le Casette, és a dir l'actual Occhiobello, Gurzone i Sant Maria Maddalena, unit a Pontelagoscuro fins al 1150. En aquell any, la carretera de Ficarolo va separar els dos pobles, un sobre la riba dreta (Pontelagoscuro) i un sobre la riba esquerra (Santa Maria Maddalena). El territori es va quedar sota el domini dels Este fins al 1597 quan, mort Alfons II d'Este sense hereus, tot el seu ducat va passar als Estats Pontificis
En aquest període es van aixecar nous centres habitats a les localitats de "Chiavica" i "Livelli" i van prendre més importància Santa Maria Maddalena, ja lloc d'estiueig dels ducs d'Este i de la noble família dels Pepoli. Cap al 1700, "Le Casette" va començar a ser anomenada Occhiobello, i Santa Maria Maddalena va créixer, afavorida per la seva proximitat amb la ciutat de Ferrara. El domini de la Santa Seu, durant aproximadament dos-cents anys, va ser bruscament interromput per la invasió napoleònica en el 1797. Els francesos van portar en aquestes zones les idees de la revolució i una esperança de major llibertat, després tanmateix decebuda pels fets: a l'espoliació del territori es van posar noves taxes, com una sobre el molt, que van causar revoltes populars.
En el 1815, després del Congrés de Viena, els francesos van deixar el lloc als austríacs que van portar encara més descontentament entre la població sobretot per l'annexió a la província de Rovigo; molta gent del país va combatre a la "batalla d'Occhiobello", episodi de la guerra austro-napolitana, en la qual el Rei de Nàpols Gioacchino Murat va ser vençut pel general austríac Johann Marie Philipp Frimont. En el 1866, amb la pau de Viena, va acabar el domini austríac i el Vèneto va ser cedit al Regne d'Itàlia. Es van realitzar diverses construccions públiques: aparició del ferrocarril, construcció del pont ferroviari (de ferro), instal·lació d'enllumenat públic a Occhiobello, etc. El creixement econòmic i social es va alentir a causa de les dues guerres mundials que van afectar Itàlia. L'últim conflicte mundial va suposar una pèrdua de moltes vides humanes, els pobles bombardejats, obres d'art de gran valor destruïdes. Un cop acabada la guerra, la reconstrucció del país té un altre alentiment a causa de les inundacions del Po el 14 de novembre de 1951.